# لوئیس آتریل
لوئیس آتریل (انگلیسی: Louis Attrill; ۵ مارس ۱۹۷۵) قایقران روئینگ اهل بریتانیا است.
وی در مسابقات کشوری و بین‌المللی در مجموع برندهٔ ۱ مدال طلا، ۱ مدال نقره شده‌است.